# DeAndre Yedlin
DeAndre Roselle Yedlin (* 9. Juli 1993 in Seattle, Washington) ist ein US-amerikanischer Fußballspieler. Der Abwehrspieler steht beim FC Cincinnati in der Major League Soccer unter Vertrag.

## Spielerkarriere

### Jugend
Yedlin war von 2006 bis 2009 Teil des Youth Soccer’s State Olympic Development Programm des Bundesstaates Washington. Außerdem spielte er bei den lokalen Fußballmannschaften Emerald City FC, Northwest Nationals und Crossfire Premier. 2010 wechselte er in das Jugendprogramm der Seattle Sounders.
Im Februar 2011 wechselte er an die University of Akron und spielte dort die nächsten zwei Jahre für die Zips. Neben dem College spielte er noch für die Seattle Sounders FC U-23 in der USL Premier Development League.

### Seattle Sounders
Am 11. Januar 2013 wechselte er zu den Seattle Sounders und wurde damit der erste Homegrown Player der Mannschaft. Sein erstes Spiel als Profi absolvierte er am 2. März 2013 gegen Montreal Impact. Er wurde in die beste MLS Auswahl der Woche berufen, dieses schaffte kein Anfänger vor ihm. Sein erstes Tor erzielte er in einem Spiel in der CONCACAF Champions League am 12. März 2013. Am 15. Juli 2013 wurde er in das MLS Allstar Team berufen. Sein erstes Ligator erzielte er am 20. Juli 2013.

### Wechsel in die Premier League
Im August 2014 wurde Yedlin von den Tottenham Hotspur verpflichtet. Er unterschrieb einen Vierjahresvertrag bis zum 30. Juni 2018 und sollte die Saison 2014/15 weiterhin bei den Seattle Sounders spielen. Ende Dezember 2014 gab der Verein bekannt, dass Yedlin ab Januar 2015 für Tottenham auflaufen werde.
Nachdem Yedlin in seinem ersten halben Jahr bei den Spurs nur auf einen Einsatz gekommen war, wechselte er am 1. September 2015 bis zum Ende der Saison 2015/16 auf Leihbasis zum AFC Sunderland.
Im August 2016 wechselte Yedlin zum Premier League Absteiger Newcastle United und unterschrieb dort einen Fünfjahresvertrag bis 2021. Sein erstes Tor für seinen neuen Arbeitgeber schoss Yedlin in seinem zweiten Spiel zum 2:0 gegen Derby County.

### Transfer zu Galatasaray Istanbul
Am 1. Februar 2021 wechselte Yedlin ablösefrei in die Türkei zu Galatasaray Istanbul. Bei den Gelb-Roten unterschrieb der Außenverteidiger einen Vertrag bis zum Ende der Saison 2022/23. Ein Jahr nach seinem Wechsel einigten sich Yedlin und Galatasaray den laufenden Vertrag aufzulösen.

### Wechsel zurück in die MLS
Im Jahr 2022 kehrte Yedlin zurück in die MLS und wechselte zu Inter Miami. Zwei Jahre später zog er ligaintern weiter zum FC Cincinnati.

### Nationalmannschaft
Am 7. Juni 2013 wurde in den Kader der US-amerikanischen U-20-Nationalmannschaft für die Weltmeisterschaft 2013 in der Türkei berufen. Drei Wochen später gab er sein Debüt in einem Spiel gegen Portugal. Am 1. Februar 2014 gab er sein Debüt für die Fußballnationalmannschaft der Vereinigten Staaten in einem Freundschaftsspiel gegen Südkorea. Im Mai 2014 nominierte ihn der Trainer der USA, Jürgen Klinsmann, für die Weltmeisterschaft 2014.

## Erfolge

### Verein
Akron Zips
- MAC Regular Season Champions: 2011, 2012
- MAC Tournament Champions: 2012

Seattle Sounders FC U-23
- USL PDL Northwest Division Champions: 2012
- USL PDL Western Conference Champions: 2012

### Nationalmannschaft
- CONCACAF Nations League: 2021

### Auszeichnungen
- MLS All-Star: 2013